# L'hostal de les tres Camèlies
L'hostal de les tres Camèlies és una obra dramàtica de Mercè Rodoreda. Es tracta de l'única obra tearal de Rodoreda que l'autora veié representada als escenaris. La peça va ser editada a Barcelona l'any 1993, dins del recull El torrent de les flors. Per primera vegada va ser lliurada a l'editor l'any 1973. Existeixen tres versions, en les dues primeres es titula "La nit, ells dues i Camèlia". Es va publicar i estrenar la tercera versió, que inclou certes correccions de l'autora. Es va estrenar al Festival Internacional de Teatre de Sitges de l'any 1979 per la companyia Bruixes de Dol, en la posada d'escena d'Araceli Bruch -és l'única obra dramàtica representada durant la vida de l'autora-. És un drama en dos actes.

## Descripció
És una obra poc comuna dins de la creació de Rodoreda, ja que recull alguns motius arcaïtzants, transcorrent en un mitjà rural i fent ressò de certes obres del teatre tradicional català, com poden ser els textos d'Àngel Guimerà. L'obra té també uns vincles amb L'Hostal de la Glòria de Josep M. de Sagarra, visibles ja en títol, però també en l'estructura de l'obra i en el triangle amorós, i en què el protagonista masculí té el mateix nom, Andreu. Però la manera de dibuixar els personatges és més aviat una discussió amb la visió de Sagarra, i un rebuig de la seva idea de la felicitat matrimonial. D'una altra banda, els personatges secundaris, grotescs, remeten a la picardia i a Valle-Inclán. Alhora, l'obra discuteix les relacions de poder, de la dominació masculina sobre les dones. Les dues protagonistes de la peça es poden veure en relació amb dos tipus femenins, Magdalena encarnaria la donna angelicata, mentre que Camèlia seria la dona-dimoni.
És una obra poc innovadora en la seva estructura. Però el tractament del tema en si ja és molt propi de Rodoreda e inclou motius característics de la seva obra com el desengany amorós, el sofriment silenciós de les dones, dolgudes i observant el dolor d'unes altres.

## L'argument
En aquesta obra, Rodoreda planteja una història en la que els secrets dels personatges desencadenen passions ofegades i condemnes eternes.
L'obra transcorre durant una nit, des del vesprejar fins al clarejar en un hostal de camp. Andreu, el propietari de l'hostal viu amb la seva segona esposa, Magdalena, i la seva mare, que després d'una paràlisi es va quedar sense parla. En l'hostal viu també una criada, Camèlia, que és amant d'Andreu, com totes les anteriors empleades de l'hostal. El comportament d'Andreu va ser la causa que va portar a mort la seva primera esposa. Ara, Magdalena sofreix la situació en silenci, però Camèlia no vol conformar-se amb la seva situació d'amant, volent convertir-se en la propietària de l'hostal. Les dues dones discuteixen; hi intervé la mare d'Andreu, recuperant la parla, per defensar a Magdalena. En la situació de la seva jove veu un reflex del seu propi dolor, ja que el seu marit també l'estava enganyant. No obstant això, Andreu pren la part de Camèlia i vol mantenir el control damunt de tot. En algun moment de la discussió, Magdalena, desesperada, mata al seu marit. Camèlia acusa a Magdalena de la mort d'Andreu, però ja que ningú més confirma aquesta versió, Magdalena no està detinguda i Camèlia fuig de l'hostal. Al final, es suggereix un possible vincle amorós futur entre Magdalena i un bandoler, Clenxinat.
El títol de l'obra juga amb la idea que Andreu acaba anomenant a totes les tres dones –la seva dona, el seu amant i la seva mare– Camèlia.

## L'escenificació
Al juliol 1979 Rodoreda va oferir L'hostal de les tres Camèlies a Araceli Bruch i la seva companyia, Bruixes de Dol, qui van decidir representar l'obra al XII Festival Internacional de Teatre de Sitges que se celebrava només un mes i mig més tard. L'obra es va estrenar el 20 d'octubre de 1979 i Rodoreda va assistir a l'espectacle. La peça va ser mal rebuda per la crítica, i no es va repetir a part de les dues funcions del Festival. El text en si es va considerar antiquat i l'escenificació poc convincent. Fins i tot alguns crítics van recomanar a l'autora deixar les temptatives teatrals i tornar a la narrativa. El mal acolliment de l'obra va desanimar a Rodoreda en les seves cerques dramàtiques. El Dia internacional de la Dona 8 de març de 2024 es va representar adaptada, en el Centre Moral i Instructiu de Gràcia "El Centre de Gràcia" amb una gran acollida, bones critiques i èxit de públic.